# クリス・マッツァ
クリストファー・ジェームズ・マッツァ（Christopher James Mazza, 1989年10月17日 - ）は、アメリカ合衆国カリフォルニア州ウォールナットクリーク出身のプロ野球選手（投手）。右投右打。MLBのシアトル・マリナーズ傘下所属。

## 経歴

### プロ入りとツインズ傘下時代
2011年のMLBドラフト27巡目（全体838位）でミネソタ・ツインズから指名されプロ入り。
2012年に傘下のルーキー級ガルフ・コーストリーグ・ツインズでプロデビューし、その後ルーキー級エリザベストン・ツインズでもプレーした。2チーム合計で18試合に登板して5勝2敗、防御率2.05、28奪三振を記録した。
2013年はA級シーダーラピッズ・カーネルズでプレーし、7試合に登板して0勝0敗、防御率6.23、10奪三振を記録した。
2014年はA級シーダーラピッズでプレーし、25試合に登板して4勝4敗、防御率2.79、62奪三振を記録した。
2015年はルーキー級ガルフ・コーストリーグで開幕を迎え、その後A級シーダーラピッズに昇格したが、6月22日に自由契約となった。

### マーリンズ傘下時代
2015年8月4日にマイアミ・マーリンズとマイナー契約を結んだ。移籍後は傘下のA+級ジュピター・ハンマーヘッズでプレーした。この年は移籍前と合わせて3チーム合計で18試合に登板して0勝1敗、防御率4.13、18奪三振の成績を記録した。
2016年はA+級ジュピターで開幕を迎えたが、シーズン途中にルーキー級ガルフ・コーストリーグ・マーリンズに送られ、その後AA級ジャクソンビル・サンズに昇格した。3チーム合計で30試合（先発17試合）に登板して8勝6敗、防御率3.51、62奪三振を記録した。
2017年はAA級ジャクソンビル・ジャンボシュリンプでプレーし、28試合（先発26試合）に登板して4勝7敗、防御率3.01、93奪三振を記録した。
2018年はAAA級ニューオーリンズ・ベビーケークスで開幕を迎えたが、シーズン途中にAA級ジャクソンビルに送られ、5月9日に自由契約となった。

### 独立リーグ時代
マーリンズから自由契約となった後、独立リーグのパシフィック・アソシエーションに属するサンラファエル・パシフィックスと契約した。2018年7月13日にはアトランティックリーグに属するサザンメリーランド・ブルークラブスと契約した。

### マリナーズ傘下時代
2018年8月17日にシアトル・マリナーズとマイナー契約を結んだ。移籍後は傘下のAA級アーカンソー・トラベラーズでプレーした。

### メッツ時代
2018年12月18日のルール・ファイブ・ドラフト（マイナーリーグ・フェイズ）でニューヨーク・メッツから指名された。
2019年は傘下のAA級ビンガムトン・ランブルポニーズで開幕を迎え、その後AAA級シラキュース・メッツに昇格。6月26日にメジャー契約を結んでアクティブ・ロースター入りし、29日のアトランタ・ブレーブス戦でメジャーデビューを果たした。この年はメジャーで9試合に登板して1勝1敗、防御率5.51、11奪三振を記録した。オフの12月13日にDFAとなった。

### レッドソックス時代
2019年12月20日にウェイバー公示を経てボストン・レッドソックスへ移籍した。
2020年3月26日に傘下のA+級セイラム・レッドソックスへ送られたが、その後開幕ロースター入りした。9月26日のブレーブス戦でロナルド・アクーニャ・ジュニアにその年のリーグ最長飛距離となる150mの本塁打を浴びた。この年は9試合（先発6試合）に登板して1勝2敗、防御率4.80、29奪三振を記録した。
2021年2月12日にマーティン・ペレスの再契約に伴い、DFAとなった。

### レイズ時代
2021年2月17日にロナルド・ヘルナンデス、ニック・ソガードとのトレードで、ジェフリー・スプリングスと共にタンパベイ・レイズへ移籍した。この年は14試合に登板して1セーブ、防御率4.61、21奪三振を記録した。オフの11月5日にマイナー契約で傘下のAAA級ダーラム・ブルズへ配属され、7日にFAとなった。
2022年1月12日にレイズとマイナー契約で再契約を結んだ。4月7日にメジャー契約を結んで開幕ロースター入りすることが発表された。6月20日にDFAとなり、22日にFAとなった。

### マリナーズ傘下復帰
2022年6月27日にマリナーズとマイナー契約を結び、翌28日にAAA級タコマ・レイニアーズへ配属された。

## 人物
ジョー・ディマジオは祖母のいとこであり、遠い親戚にあたる。

## 詳細情報

### 年度別投手成績
| 年 度    | 球 団    | 登 板 | 先 発 | 完 投 | 完 封 | 無 四 球 | 勝 利 | 敗 戦 | セ 丨 ブ | ホ 丨 ル ド | 勝 率 | 打 者 | 投 球 回 | 被 安 打 | 被 本 塁 打 | 与 四 球 | 敬 遠 | 与 死 球 | 奪 三 振 | 暴 投 | ボ 丨 ク | 失 点 | 自 責 点 | 防 御 率 | W H I P |
| -------- | -------- | ----- | ----- | ----- | ----- | -------- | ----- | ----- | -------- | ----------- | ----- | ----- | -------- | -------- | ----------- | -------- | ----- | -------- | -------- | ----- | -------- | ----- | -------- | -------- | ------- |
| 2019     | NYM      | 9     | 0     | 0     | 0     | 0        | 1     | 1     | 0        | 0           | .500  | 74    | 16.1     | 21       | 0           | 5        | 0     | 4        | 11       | 0     | 0        | 10    | 10       | 5.51     | 1.59    |
| 2020     | BOS      | 9     | 6     | 0     | 0     | 0        | 1     | 2     | 0        | 0           | .333  | 136   | 30.0     | 34       | 3           | 15       | 0     | 2        | 29       | 4     | 0        | 18    | 16       | 4.80     | 1.63    |
| 2021     | TB       | 14    | 0     | 0     | 0     | 0        | 0     | 0     | 1        | 1           | ----  | 112   | 27.1     | 26       | 3           | 7        | 1     | 2        | 21       | 3     | 0        | 14    | 14       | 4.61     | 1.21    |
| MLB：3年 | MLB：3年 | 32    | 6     | 0     | 0     | 0        | 2     | 3     | 1        | 1           | .400  | 322   | 73.2     | 81       | 6           | 27       | 1     | 8        | 61       | 7     | 0        | 42    | 40       | 4.89     | 1.47    |

- 2021年度シーズン終了時

### 年度別守備成績
| 年 度 | 球 団 | 投手（P） | 投手（P） | 投手（P） | 投手（P） | 投手（P） | 投手（P） |
| 年 度 | 球 団 | 試 合     | 刺 殺     | 補 殺     | 失 策     | 併 殺     | 守 備 率  |
| ----- | ----- | --------- | --------- | --------- | --------- | --------- | --------- |
| 2019  | NYM   | 9         | 1         | 2         | 0         | 0         | 1.000     |
| 2020  | BOS   | 9         | 0         | 4         | 1         | 0         | .800      |
| 2021  | TB    | 14        | 1         | 1         | 1         | 1         | .667      |
| MLB   | MLB   | 32        | 2         | 7         | 2         | 1         | .818      |

- 2021年度シーズン終了時

### 背番号
- 74（2019年）
- 22（2020年、2022年）
- 15（2021年）